# Zagorska demokratska stranka
Zagorska demokratska stranka (ZDS), hrvatska je regionalna politička stranka koja djeluje u Krapinsko Zagorskoj županiji, Varaždinskoj županiji i u gradu Zagrebu. Predsjednik i utemeljitelj stranke je dr. med. Stanko Belina.

## Povijest
Osnovana je 5. veljače 1997. godine u gradu Oroslavju, a obično surađuje s regionalnim strankama te strankama lijevog i desnog centra. Na parlamentarnim izborima 2003. godine nastupala je u koaliciji s Hrvatskom strankom prava, te je putem nje mandat osvojio nezavisni zastupnik Slaven Letica, a ZDS po prvi puta stekla je status parlamentarne stranke.
Na svim do sada održanim lokalnim izborima ZDS je sama ili u koaliciji s HDZ, HNS, SDP, HSS i HSLS osvajala vlast u nekoliko općinskih i gradskih vijeća kao i u županijskoj Skupštini Krapinsko Zagorske županije. Na lokalnim izborima neposredno nakon osnivanja i registracije ZDS je samostalnim izlaskom osvojila dva vijećnička mandata u skupštini Krapinsko Zagorske županije (mr. Petar Grljač i Darko Gmaz). Temeljem tih rezultata ZDS je sklopila postizborni koalicijski Sporazum o suradnji s HDZ u skupštini Krapinsko Zagorske županije, a njezin predsjednik Stanko Belina je temeljem toga Sporazuma obnašao funkciju podžupana Krapinsko Zagorske županije u razdoblju od 1997. do 2001. godine.
Na parlamentarnim izborima 2007. godine nastupala je u koaliciji s HSLS-om i HSS-om, te je tako u III. izbornoj jedinici mandat osvojio zastupnik prof. dr. Ivan Čehok, a ZDS je po drugi put stekla status parlamentarne stranke. Koalicija HSLS-HSS-ZS-ZDS u prvoj izbornoj jedinici nije prešla izborni prag iako je bila vrlo blizu, a nositelj je liste bila Tatjana Holjevac, kći bivšeg zagrebačkog gradonačelnika Većeslava Holjevca. Na zajedničkoj koalicijskoj listi ZDS je u trećoj jedinici predstavljao dr. Višeslav Ćuk, dopredsjednik stranke, a na listi u prvoj jedinici Ljubomir Puljić, politički tajnik.
Prim. dr. Stanko Belina ponovno je izabran za predsjednika Zagorske demokratske stranke na 6. Izbornoj skupštini održanoj u Bluesun Hotelu Kaj u Mariji Bistrici dana 25. veljače 2012. godine. Tada je ujedno obilježena i 15. godišnjica od osnivanja stranke.  
Na stranačkoj konvenciji u Mariji Bistrici sudjelovalo je 122 delegata iz općina i gradova u kojima ZDS ima svoje ogranke. Skupštinu je pozdravio u ime SDP-a predsjednik i aktualni zagorski župan mr. sc. Siniša Hajdaš-Dončić, a u ime HSS-a Ivan Palanović, predsjednik Općinske organizacije HSS Marija Bistrica. Nazočan je bio i ZDS-ov donačelnik Marije Bistrice gospodin Ivica Krajačić. Izaslanici su odlučili da dopredsjednici stranke budu prim. dr. Višeslav Ćuk, Nina Gradiški Zrinski, Nives Rokić, Dragutin Burek i Mladen Popović a za glavnoga tajnika ZDS-a izabran je Darko Buklec. Izabrani su i članovi predsjedništva stranke, Nadzornog odbora i Statutarnog povjerenstva. Predsjednica Mladeži ZDS-a je Adriana Ozimec.  
Izabrano je još 11 članova Predsjedništva koje je značajno podmlađeno izborom Tomislava Leža, Adriane Ozimec i Kristine Ribić. Dosadašnji glavni tajnik Zvonko Županić izabran je u predsjedništvo stranke. U predsjedništvo su izabrani još Vladimir Babić, Ivica Deak, Ivan Šaić, Ivica Krajačić, Andrija Posarić, Milan Leš i Mario Cukovečki. Dugogodišnji i novoizabrani predsjednik ZDS-a je dr. Stanko Belina. ZDS sada ima tri županijska vijećnika, načelnika općine Krapinske Toplice, donačelnika općine Marija Bistrica i općine Desinić, predsjednika gradskog vijeća grada Klanjca te 32 općinska ili gradska vijećnika. U skladu s koalicijskim ugovorom SDP-HNS-ZDS-HSU-AHHS predsjednik županijske skupštine Krapinsko-zagorske županije postao je predsjednik ZDS-a Stanko Belina, kojeg je nakon njegova izbora za ravnatelja Opće bolnice Zabok zamijenio prim. dr. Višeslav Ćuk, dopredsjednik ZDS-a.[nedostaje izvor]
Na lokalnim izborima za Skupštinu Krapinsko zagorske županije održanim u svibnju 2013. godine ZDS je nastupio u koaliciji s HDZ i osvojio tri vijećnička mandata (Stanko Belina, Mladen Popović i Nina Gradiški Zrinski).
ZDS je krajem 2013. godine potpisao koalicijski sporazum s Hrvatskom demokratskom zajednicom (HDZ), te je na taj način postao dio Domoljubne koalicije koja je pobijedila na izborima za Europski parlament održanim 2014. godine.

## Predsjednički izbori
ZDS je podržao kandidaturu gospođe Kolinde Grabar-Kitarović koja je početkom 2015. godine izabrana za predsjednicu Republike Hrvatske.

## Vanjske poveznice
- Službena stranica  Arhivirana inačica izvorne stranice od 6. prosinca 2008. (Wayback Machine)